# Chiesa di San Bartolomeo in Tuto
La chiesa di San Bartolomeo in Tuto è una chiesa cattolica che si trova a Scandicci, in provincia di Firenze.

## Storia

### Etimologia
Il toponimo  tuto  deriva dal latino e significa "sicurezza" e "protezione", in quanto la vecchia chiesa offriva riparo agli abitanti dalle inondazioni, ed era un valido luogo di difesa per gli abitanti della valle.

### Descrizione

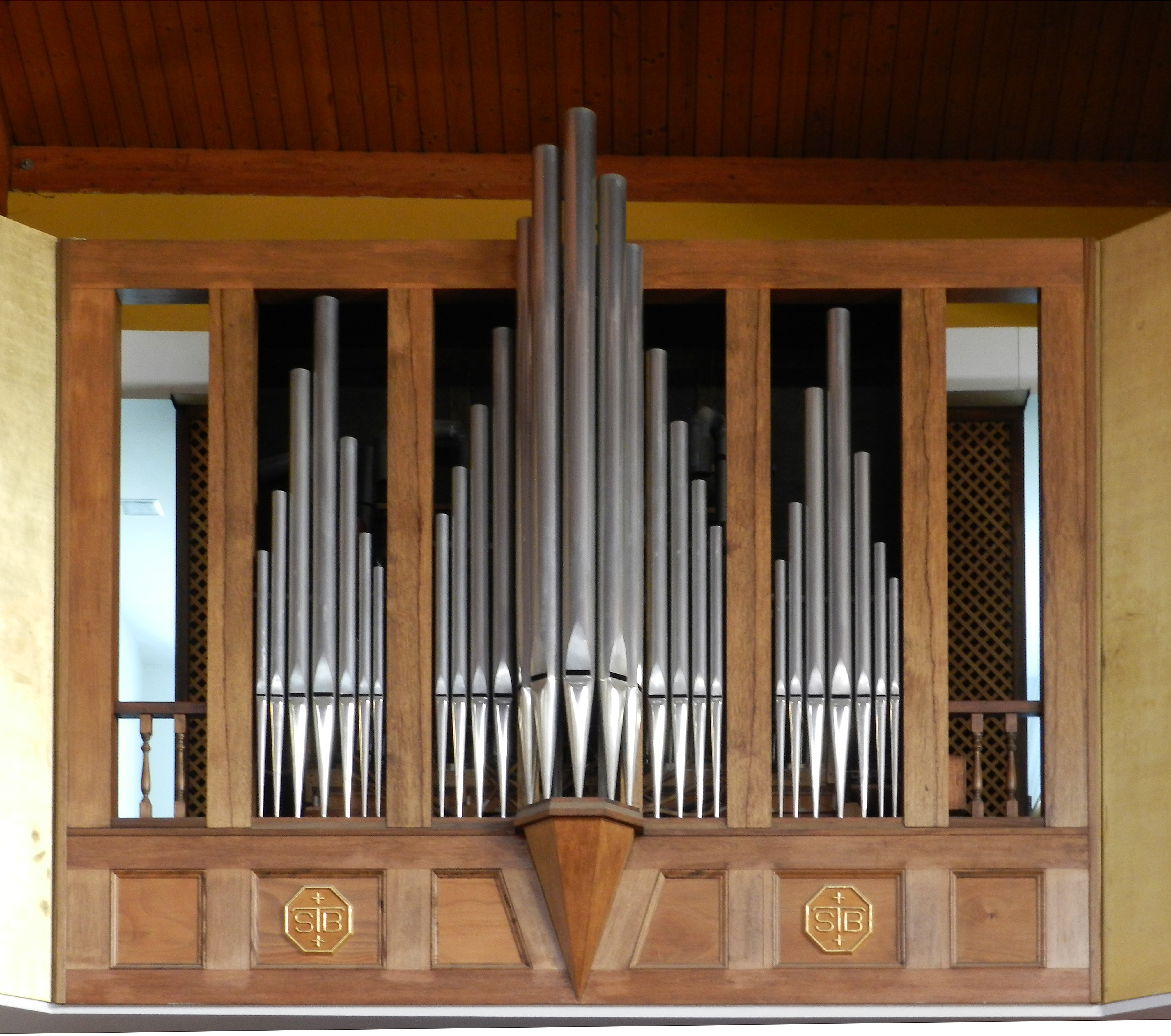
Organo a canne

La grande chiesa di Scandicci, costruita tra il 1974 e il 1993 su progetto di Anna Gennarini, Alberto Durante e Francisco Argüello, è una costruzione in cemento armato con una forma ottagonale che, in ambito fiorentino, non può che ricordare il Battistero, e le enormi «icone» che ricoprono interamente la zona alta dell'aula, s'impongono con un effetto non dissimile a quella dei mosaici duecenteschi di San Giovanni. 
L'ottagono ha un significato simbolico nella tradizione della Chiesa primitiva: il numero della Risurrezione di Cristo. La forma circolare, con la sua disposizione a gradoni detta circumstans, favorisce la partecipazione alla liturgia e simboleggia l'Assemblea.
L'architettura sacra della chiesa trova la sua descrizione nelle parole di San Roberto Bellarmino, che scrive: “Il presidente come capo, capo del corpo; la Parola di Dio come la bocca; l’Eucaristia come il cuore che nutre e placa la sete, che sazia la Chiesa; l’Assemblea come le braccia e le gambe del corpo di Cristo … “e, potremmo aggiungere, il fonte battesimale come l’utero da cui nascono i nuovi nati della Chiesa. 
La cupola che sovrasta la grande sala e l’altare sono immagine dei cieli aperti, luogo verso cui Cristo è salito e dal quale ritornerà un giorno. 
La Chiesa manifesta, in tal modo, la sua speranza escatologica: il ritorno glorioso del Signore, l’ultimo giorno, il giorno della vittoria definitiva di Cristo sul male e sulla morte. “Maranatha!” Vieni Signore Gesù! “esclama la Chiesa.
Qui sono state collocate due importanti opere provenienti dalla vecchia chiesa di San Bartolo: un'importante Madonna col Bambino di Giovanni da Milano, trafugata nel 1977 e recuperata nel 1981, e una Pietà tra i santi Giovanni Evangelista, Sebastiano, Giuseppe d'Arimatea, Nicodemo, Agata e Maddalena databile al 1505-1515 circa, del Maestro della Lamentazione di Scandicci. Il dipinto, ispirato nella composizione al Compianto del Perugino per Santa Chiara oggi alla Galleria Palatina, è l'opera eponima di un maestro che ha le sue coordinate culturali in Ridolfo del Ghirlandaio ed in Francesco Granacci, al quale era stato attribuito, e che è stato ipoteticamente riconosciuto in Francesco Forzetti, detto il Dolzemele.
Oltre a queste opere la chiesa ospita molti dipinti originali di Kiko Argüello, cofondatore del Cammino Neocatecumenale, che ha anche catechizzato le prime comunità neocatecumenali della parrocchia. Le pitture, poste nell'alta fascia ottagonale che circonda nella parte superiore tutta la grande aula della Chiesa, intorno all'altare post-conciliare al centro, danno l'idea di una corona misterica posta sopra l'assemblea, che rinnova il ciclo musivo delle più antiche basiliche. Gli affreschi, ispirati all'iconografia della Chiesa Orientale, rappresentano i vari momenti del Mistero della salvezza, percorrendo tutto l'anno liturgico e sono state realizzate tra il 1984 e il 1998 su muro e benedette dal Cardinale Piovanelli il 17 dicembre 1998. Per mantenere a lungo i colori, l'artista ha ideato una nuova tecnica preparando la corona della Chiesa con "stucco romano, composto da polvere di marmo e calce". I colori fatti con terre di ossido di ferro e minerali vari sono agglutinati con olio di lino cotto ed essenza di trementina, affinché vengano assorbiti dal muro e ne diventino parte come negli affreschi. Fogli di "Pan d'oro zecchino" circondano i dipinti e li uniscono in una striscia ininterrotta di luce. L'oro, usato nella pittura iconografica, rappresenta la luce emessa dalla presenza di Dio, che si è reso visibile nel tempo. Il centro del ciclo pittorico è Cristo Pantocrator, che rivestito della sua gloria divina, torna alla fine dei tempi a giudicare la terra. Alla sua destra è rappresentata la vita terrena di Cristo e alla sua sinistra la vita celeste. Ogni pittura misura 4,20 m di lunghezza per 3,30 m di altezza, eccetto la Trasfigurazione, il Cristo Pantocrator e l'Apparizione di Cristo Risorto, dipinti sui lati brevi della corona ottagonale che misurano 4,70 m per 3,30 m.
Le opere del medesimo autore collocate sopra l’altar maggiore della Cattedrale dell'Almudena di Madrid sono pressoché identiche a quelle visibili nella chiesa scandiccese, nello stile, nella composizione e nella scelta delle scene.